# Джон Гілі
Джон Гілі (англ. John Healey; нар. 13 лютого 1960, Вейкфілд, Англія) — британський політик, який обіймає посаду державного секретаря з питань оборони з липня 2024 року. Член Лейбористської партії, колишній член парламенту від Роумарш і Конісбро, раніше Вентворт і Вентворт і Дірн з 1997 року.
Працював під керівництвом Тоні Блера заступником держсекретаря парламенту з питань навичок дорослих (1997—2001), міністром фінансів у Міністерстві фінансів (2002—2005), фінансовим секретарем скарбниці (2005—2007), а також під керівництвом Гордона Брауна міністром у справах місцевого самоврядування (2007—2009) і державним міністром з питань житлового будівництва та планування (2009—2010).
Після загальних виборів 2010 року обраний до тіньового уряду і призначений тіньовим міністром охорони здоров'я Едом Мілібендом. Відмовився від посади у жовтні 2011 року, і його змінив Енді Бернем. Також обіймав посаду тіньового держсекретаря з питань житлового будівництва (2016—2020) під керівництвом Джеремі Корбіна та працював разом з Ендрю Гвінном, тіньовим міністром у справах громад і місцевого самоврядування.

## Ранні роки та кар'єра
Народився 13 лютого 1960 року у Вейкфілді, в сім'ї Ейдана Гілі, OBE. Здобув освіту в школі леді Ламлі в Пікерінгу, з шостого класу навчався в незалежній школі Святого Петра в Йорку. Вивчав соціальні та політичні науки в Коледжі Христа, де 1982 року здобув ступінь бакалавра.
1983 року працював журналістом і заступником редактора журналу Вестмінстерського палацу «Хаус». 1984 року став борцем за права осіб з інвалідністю у кількох національних благодійних організаціях.
1990 року приєднався до Issues Communications як керівник кампанії, а 1992 року став головою комунікацій профспілки промисловості, науки та фінансів. 1994 року призначений керівником кампанії Конгресу профспілок, обіймав посаду до обрання в Палату громад. Викладав у Школі бізнесу Відкритого університету.

## Парламентська кар'єра
Вперше спробував потрапити до парламенту на загальних виборах 1992 року, він посів третє місце (13,8 % голосів) після консерватора Джона Грінвея та ліберал-демократа Елізабет Шилдс.

### В уряді (1997—2010)
На загальних виборах 1997 року був кандидатом від Лейбористської партії Вентворта, що стало доступним після відставки Пітера Гарді. Гілі пройшов до парламенту, отримавши 72,3 % голосів.
З 1997 року був членом спеціального комітету з питань освіти та працевлаштування, з 1999 року став парламентським особистим секретарем канцлера скарбниці Гордона Брауна.
На загальних виборах 2001 року переобраний депутатом від Вентворта зі зменшенням частки голосів до 67,5 %. Після виборів призначений заступником державного секретаря парламенту з питань навичок дорослих у Департаменті освіти та навичок.
На загальних виборах 2005 року переобраний зі зменшенням частки голосів до 59,6 %.
29 червня 2007 року переведений до Департаменту у справах громад та місцевого самоврядування через перестановки в уряді.
Під час перестановки в кабінеті міністрів 5 червня 2009 року призначений державним міністром житлового будівництва та планування, замінивши Маргарет Беккет, яка пішла у відставку. На цій посаді зіштовхнувся з критикою за думку, що це добре, що більше людей орендують нерухомість, а не купують власне житло.

### В опозиції (2010—2024)
На загальних виборах 2010 року обраний до парламенту як депутат від новоствореного виборчого округу Вентворт і Дірн, набравши 50,6 % голосів.
Посів друге місце на виборах 2010 року до тіньового кабінету міністрів та був призначений тіньовим міністром охорони здоров'я. 2011 року залишив посаду, щоб більше часу проводити з родиною.
На загальних виборах 2015 року переобраний депутатом від Вентворта і Дірна, набравши 56,3 % голосів.
2015 року троє членів парламенту від Лейбористської партії Ротерема Кевін Беррон, Сара Чемпіон і Гілі подали судовий позов про наклеп проти депутатки Європарламенту від ПНСК Джейн Коллінз після того, як вона неправдиво стверджувала у своїй промові на конференції партії, що троє депутатів знали про експлуатацію дітей у Ротергемі, але не втручалися. У лютому 2017 року депутати отримали по 54 000 фунтів стерлінгів як відшкодування збитків.
Після обрання Джеремі Корбіна лідером Лейбористської партії Гілі призначили тіньовим міністром з питань житла. Він підтримав Оуена Сміта в невдалій спробі замінити Джеремі Корбіна на виборах лідера Лейбористської партії 2016 року. Після виборів керівництва Гілі призначили тіньовим державним секретарем з питань житлового будівництва у жовтні 2016 року.
На позачергових загальних виборах 2017 року Гілі знову переобрали, він набрав набравши 65 % голосів. Знову переобраний на загальних виборах 2019 року зі зменшенням частки голосів до 40,3 %.

#### Тіньовий кабінет
Після обрання Кейра Стармера лідером Лейбористської партії Гілі призначили тіньовим міністром оборони у 2020 році.
Як тіньовий держсекретар з питань оборони, неодноразово наголошував на своїй підтримці України в Російсько-українській війні з моменту вторгнення Росії 2022 року, схвалював підтримку Великою Британією України та зобов'язувався продовжувати підтримку України в будь-якому майбутньому лейбористському уряді. У травні 2024 року відвідав Київ разом із тіньовим держсекретарем із закордонних справ, співдружності та розвитку Девідом Леммі та зустрівся з головою Офісу президента Андрієм Єрмаком та міністром оборони Рустемом Умєровим. У спільній заяві Гілі та Леммі заявили: «Зобов'язання наступного лейбористського уряду щодо України будуть залізними, а європейська безпека буде нашим першочерговим зовнішнім й оборонним пріоритетом».
Виступає за збільшення витрат на британську армію з більшою збройною силою, тіснішу співпрацю та лідерство з НАТО та європейськими країнами в питаннях безпеки та оборони, а також за «всеосяжний пакт про оборону та безпеку між Великою Британією та Німеччиною». Гілі заявив, що НАТО потрібно буде зробити більше «важкої роботи» в Європі, оскільки переможець президентських виборів у США 2024 року, радше надасть пріоритет загрозі Китаю.
У квітні 2024 року Гілі пообіцяв підвищити витрати Великої Британії на оборону до 2,5 % ВВП країни до 2030 року та замовити стратегічний огляд загроз та її можливостей.
Голосував за участь Великої Британії у війні в Іраку 2003 року. 2024 року сказав, що рішення розпочати війну «на той час не було розумним», і додав, що урок полягає в тому, що військове втручання не може мати успішного результату без відповідних дипломатичних, економічних і безпекових заходів.

### Повернення до уряду (2024— донині)
Після перемоги лейбористів на загальних виборах 2024 року повернувся в уряд і 5 липня Стармер призначив його міністром оборони.

## Особисте життя
25 жовтня 1993 року одружився з Джекі Бейт в Ламбеті, мають сина.